# Dicranota subtilis
Dicranota (Paradicranota) subtilis là một loài ruồi trong họ Pediciidae. Chúng phân bố ở vùng sinh thái Palearctic.